# Eryphanis automedon
Espèce
Eryphanis automedon est une espèce de papillon, de la famille des Nymphalidae, sous-famille des Morphinae, tribu des Brassolini, sous-tribu des Brassolina. C'est l'espèce type pour le genre.

## Historique et dénomination
L'espèce Eryphanis automedon a été décrite par l'entomologiste hollandais Pieter Cramer en 1775, sous le nom initial de Papilio automedon. La localité type est le Suriname.

### Synonymie
- Papilio automedon (Cramer, 1775) Protonyme
- Papilio polyxena (Meerburgh, 1780)
- Moera automedaena (Hübner, 1819) [2]
- Eryphanis polyxena (Brown & Mielke, 1967)[3]

### Nom vernaculaire
Eryphanis automedon se nomme Papillon chouette bleu en français et Automedon Giant-Owl en anglais.

## Taxinomie

### Groupe de l'automedon
Eryphanis automedon sert de chef de file à un groupe de papillon qui porte son nom :
- Eryphanis aesacus
- Eryphanis automedon
- Eryphanis bubocula
- Eryphanis lycomedon

### Liste des sous espèces
- Eryphanis automedon automedon (Cramer, 1775)
- Eryphanis automedon lycomedon (C. & R. Felder, 1862)

Synonymie pour cette sous-espèce :
Pavonia automedon lycomedon (C. & R. Felder, 1862)
Eryphanis polyxena lycomedon f. costaricensis (Strand, 1916)
- Eryphanis automedon amphimedon (C. & R. Felder, 1867)

Synonymie pour cette sous-espèce :
Pavonia automedon amphimedon (C. & R. Felder, 1867)
Eryphanis wardii (Boisduval, 1870)
Eryphanis wardi  (Godman & Salvin, [1881])
- Eryphanis automedon tristis Staudinger, 1887
- Eryphanis automedon novicia Stichel, 1904
- Eryphanis automedon cheiremon Fruhstorfer, 1912
- Eryphanis automedon spintharus Fruhstorfer, 1912

Synonymie pour cette sous-espèce :
Eryphanis polyxena spintharus Fruhstorfer, 1912

## Description
Eryphanis automedon est un grand papillon d'une envergure d'environ 113 mm aux ailes antérieures à bord costal bombé et au bord externe concave. Alors que le dessus est marron avec de larges plages bleu violet ne laissant aux ailes antérieures qu'une bordure externe marron, le revers est beige.

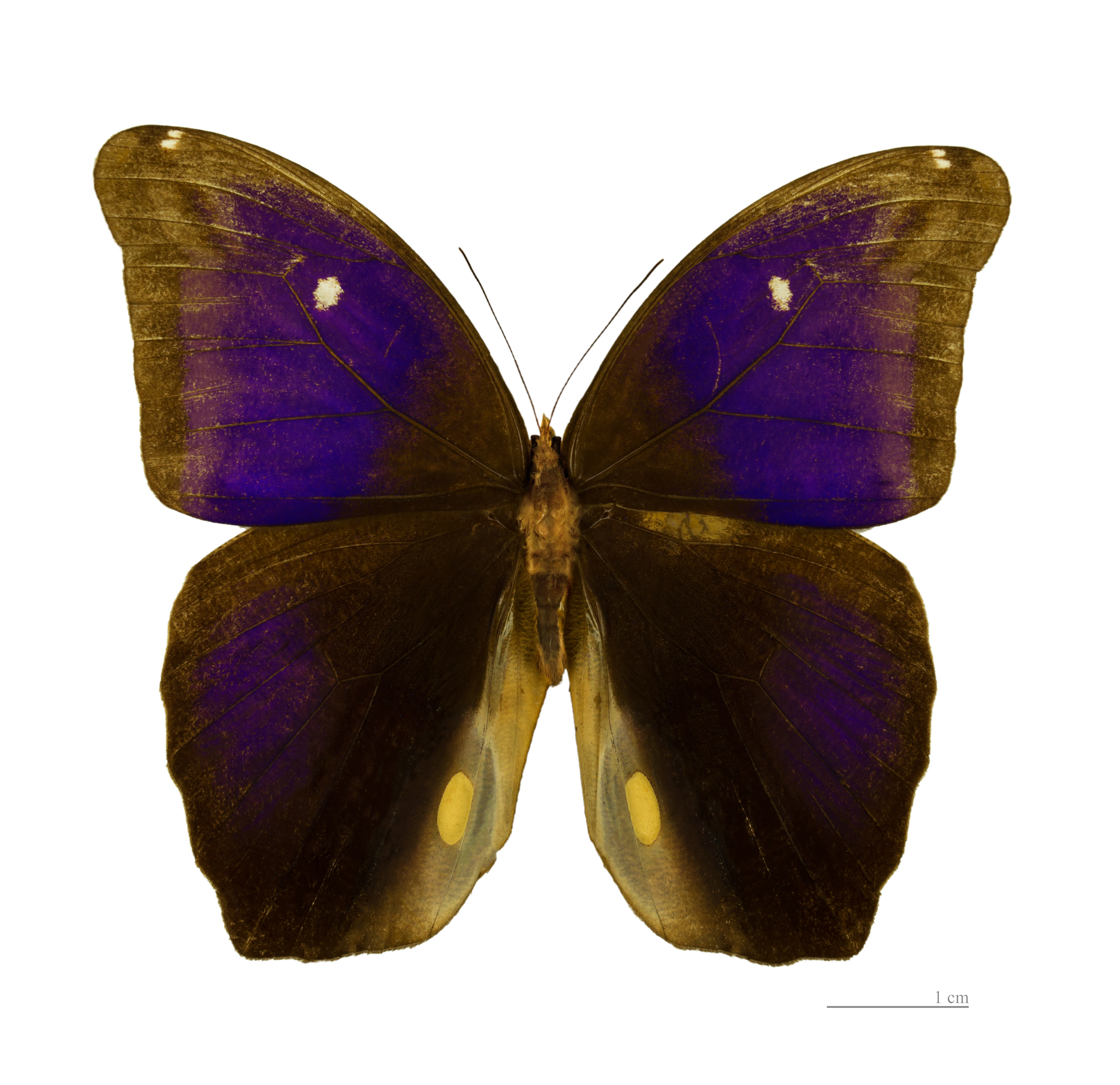
♂ face dorsale - MHNT
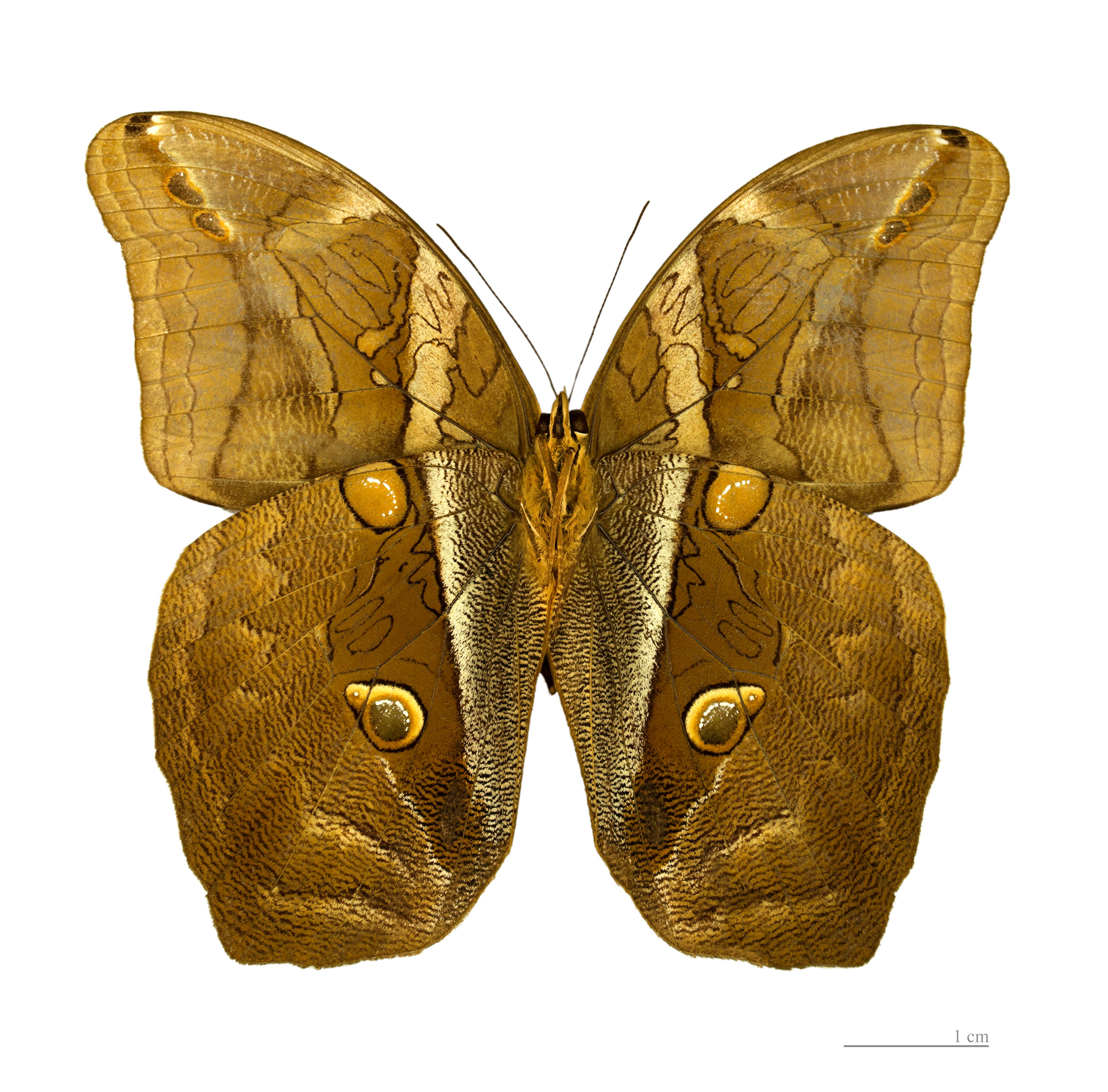
♂face ventrale- MHNT
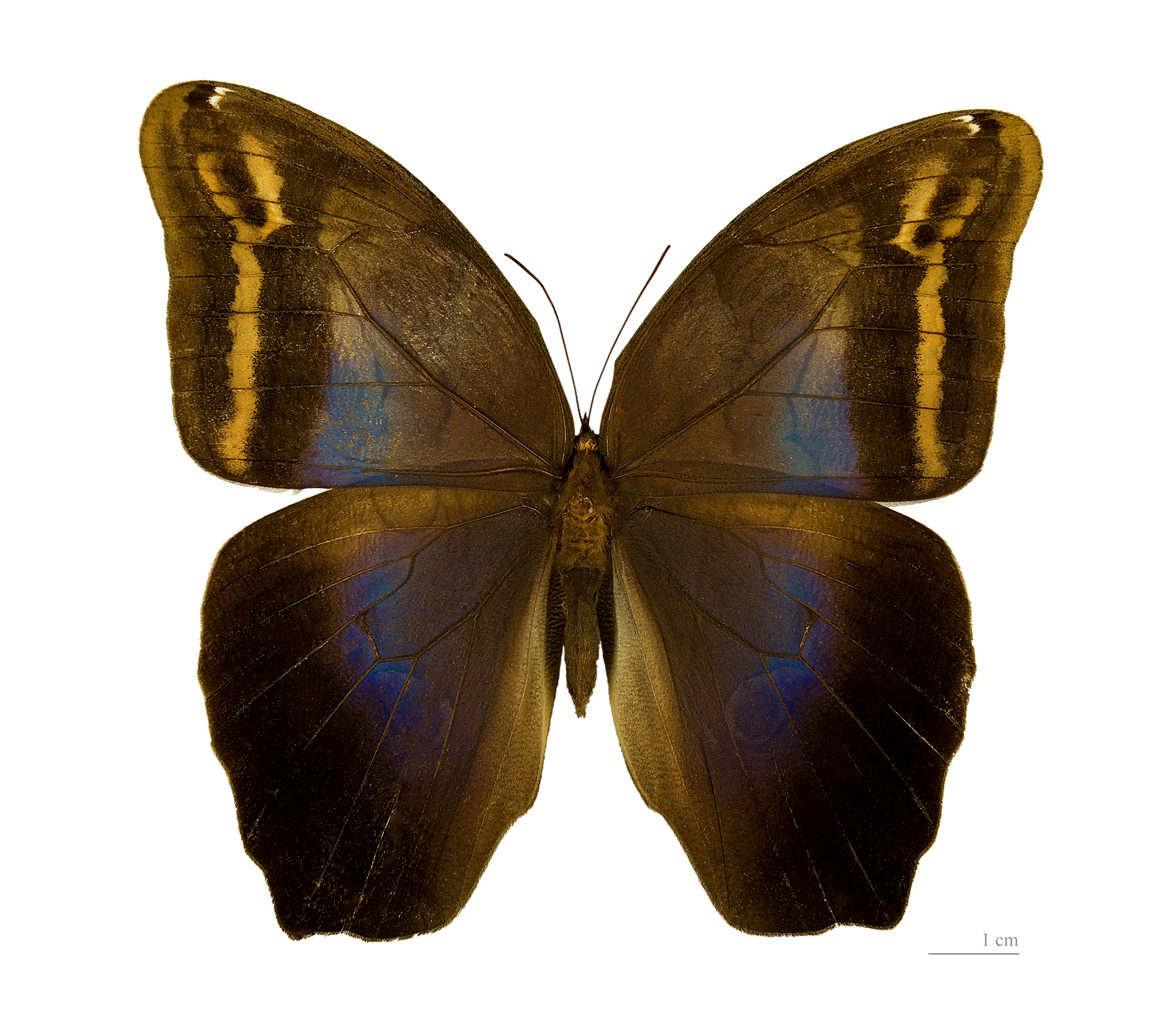
♀ face dorsale - MHNT
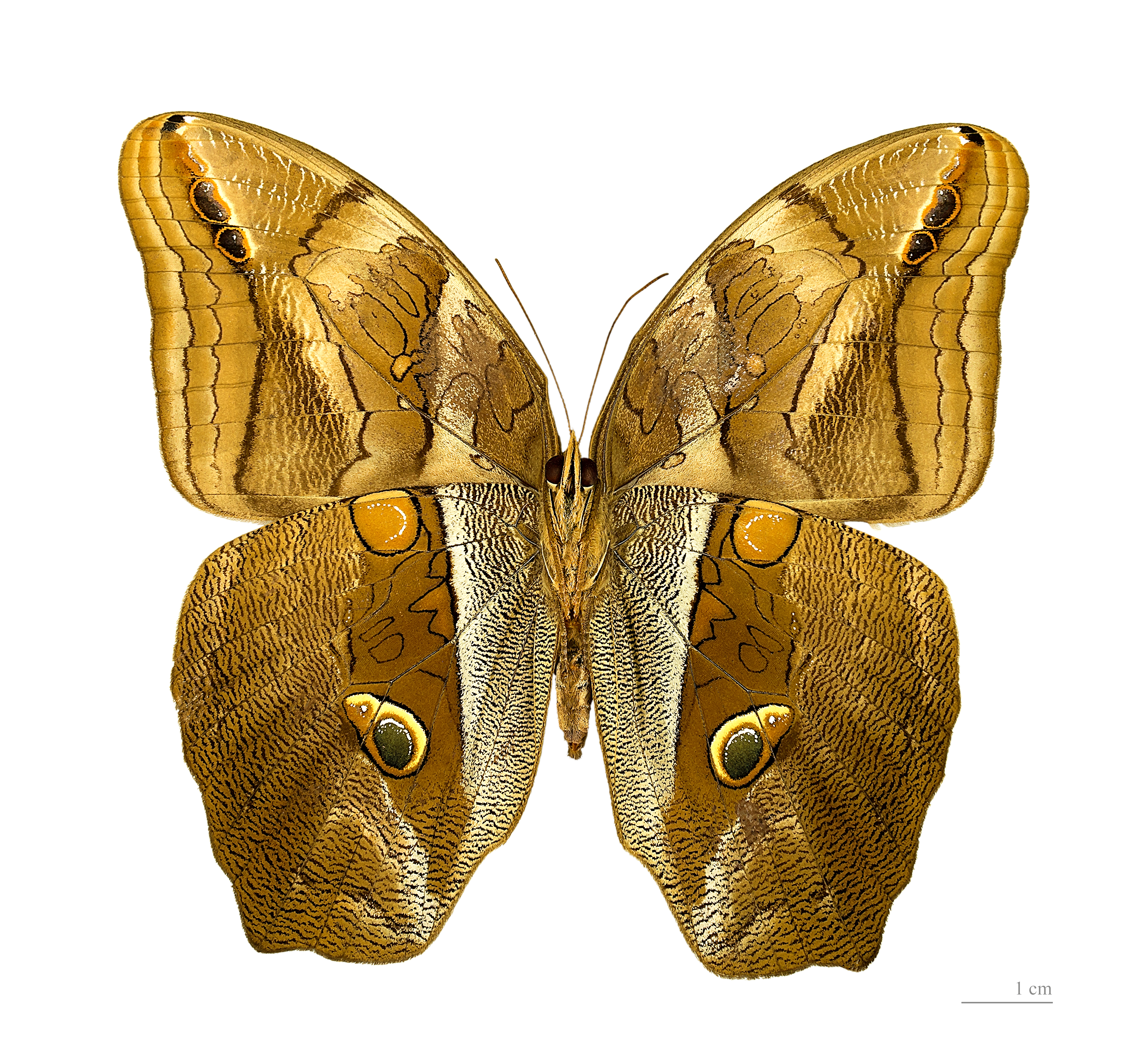
♀ face ventrale- MHNT

Ce papillon, qui peut vivre jusqu'à six semaines, évolue dans les forêts sombres de l'Amérique latine. C'est un adepte du vol rapide et plongeant. Ses chenilles se développent sur des feuilles de bambou, dont la chrysalide imite parfaitement la forme.

## Biologie
Les larves se nourrissent sur les plantes du genre Bambusa ; Bambusa arundinacea et Saccharum spontaneum  pour Eryphanis polyxena lycomedon .

## Écologie et distribution
Il est présent en Amérique centrale et Amérique du Sud, au Guatemala, au Costa Rica, au Suriname, en Guyane, en Colombie, en Bolivie, en Équateur, au Pérou et au Brésil,.

### Biotope
Il réside dans la forêt sombre.

### Protection
Pas de statut de protection particulier

### Liens taxonomiques
- (en) Tree of Life Web Project : Eryphanis automedon
- (en) Catalogue of Life : Eryphanis automedon Cramer 1775 & 1776
- (en) Catalogue of Life : Eryphanis polyxena Meerburgh, 1775 (consulté le 17 décembre 2020)